# 平衡理論
平衡理論（英語：balance theory），或稱為P-O-X理論，人們在認知三元素中碰到不一致的情況時，會用自己覺得合理的藉口合理化自己的行為。由心理學家弗里茨·海德在1958年提出。海德提出「平衡三角形」，把當事人(P)、與該事件物相關的人(O)、該事件物(X)之間的關係分別在點上繪成一個三角形，在三點之間的斜面加上贊成（+）與反對（-），則可以列出八種可能的情況，當斜面正負三者相乘為正，該當事人心理呈現平衡狀態；反之，若相乘為負，則該當事人心裡呈不平衡狀態，當不平衡狀態發生時，當事人為了要解決不平衡的狀態，必須將O或X其中之一，由正轉負或由負轉正，這即產生態度轉變。